# Adaptec
Adaptec est un fabricant de matériel informatique basé à Milpitas, en Californie.
Son marché est celui des adaptateurs hôtes pour périphériques de stockage. 
De manière plus anecdotique la société fabrique des NAS (« Network-Attached Storage ») et des concentrateurs USB.
Le 8 juin 2010, PMC-Sierra et Adaptec ont annocé la finalisation du rachat d'Adaptec par PMC-Sierra (en) PMC-Sierra a par la suite renommé cette branche en "Adaptec by PMC". PMC-Sierra a été racheté à son tour par Microsemi en janvier 2016.